# Сен-Медар (Жер)
Сен-Меда́р (фр. Saint-Médard) — коммуна во Франции, находится в регионе Юг — Пиренеи. Департамент — Жер. Входит в состав кантона Миранд. Округ коммуны — Миранд.
Код INSEE коммуны — 32394.

## География

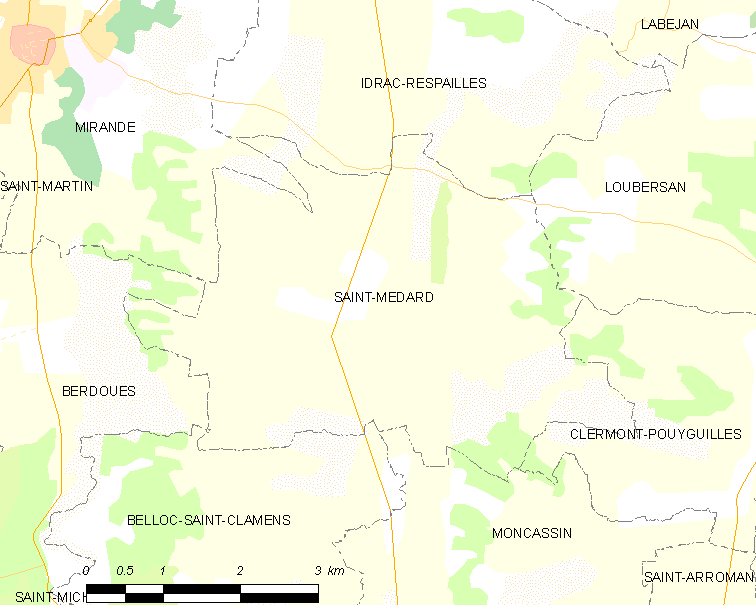
Карта коммуны

Коммуна расположена приблизительно в 620 км к югу от Парижа, в 85 км западнее Тулузы, в 20 км к юго-западу от Оша.
По территории коммуны протекает река Петит-Баиз.

## Климат
Климат умеренно-океанический. Лето жаркое и немного дождливое, температура часто превышает 35 °С. Зимой часто бывает отрицательная температура и ночные заморозки. Годовое количество осадков — 700—900 мм.

## Население
Население коммуны на 2010 год составляло 325 человек.
| 1962 | 1968 | 1975 | 1982 | 1990 | 1999 | 2010 |
| ---- | ---- | ---- | ---- | ---- | ---- | ---- |
| 338  | 282  | 281  | 274  | 277  | 293  | 325  |

## Администрация
| Период | Период | Фамилия       | Партия                  | Примечания |
| ------ | ------ | ------------- | ----------------------- | ---------- |
| 2001   | 2020   | Анни Бурдалле | Социалистическая партия |            |

## Экономика
В 2010 году среди 206 человек трудоспособного возраста (15-64 лет) 155 были экономически активными, 51 — неактивными (показатель активности — 75,2 %, в 1999 году было 67,6 %). Из 155 активных жителей работали 151 человек (81 мужчина и 70 женщин), безработных было 4 (2 мужчин и 2 женщины). Среди 51 неактивных 14 человек были учениками или студентами, 21 — пенсионерами, 16 были неактивными по другим причинам.